# ジャック・フットレル
ジャック・ヒース・フットレル（Jacques Heath Futrelle, 1875年4月9日 - 1912年4月15日頃）は、アメリカ合衆国のジャーナリスト・小説家・推理作家。

## 経歴・人物
1875年アメリカ・ジョージア州に生まれる。劇場支配人などの職を経て新聞王ウィリアム・ハーストの傘下にあったボストンの『ボストン・アメリカン』の編集者になる。1895年に女流作家のL・メイ・ピールと結婚。
1905年、『アメリカン』紙上に「思考機械」の別名を持つ名探偵、オーガスタス・S・F・X・ヴァン・ドゥーゼン教授が活躍する推理小説『十三号独房の問題』などを連載し、人気を集めた。以後、「思考機械」ものの推理小説をはじめ、多くの歴史小説や恋愛小説、政治小説やサスペンスなどを発表する。当時は大衆小説の名手として、アメリカのみならずヨーロッパでも評価されていた。
1912年、タイタニック号の遭難事故で死亡。
「思考機械」ものの推理小説は不可能犯罪ものが多いといわれ、M・D・ポーストの「アブナー伯父」と並びアメリカ・ミステリの古典として高く評価される。

## 著作一覧
単行本として出版されたもののみ記す。フットレルの小説は新聞・雑誌に発表されたものがほとんどで、単行本になったものは少ない。また、タイタニック号の事故のときに、何編かの思考機械譚が海に沈んだと言われている。

### 思考機械
- 1906年 『金の皿盗難事件』（The Chace of the Golden Plate）- 思考機械ものの長編。
- 1907年　The Thinking Machine - 思考機械もの第一短編集
  - 十三号独房の問題　The Problem of Cell 13 - 思考機械の初登場作品。クイーン「黄金の十二」など多くのアンソロジーに収録されている。
- 1908年 The Thinking Machine on the case - 思考機械もの第二短編集
  - 序・思考機械登場　"The Thinking Machine" - 綽名の由来となったチェスの名人とのエピソード。謎解きミステリではない。
  - 消えた首飾り　The Missing Necklace - フットレルの短編では「十三号独房の問題」と並び、戦後から早期に邦訳された代表作[1]。
- 2017年　『思考機械』完全版（作品社）全２巻 ‐ フットレルの生前に公表された本邦初訳16編を含む「思考機械」シリーズ全50編を、初出紙誌の挿絵120点超と共に収録した日本独自の全作品集。

### その他の作品
- 1908年 The Simple Case of Susan
- 1909年 The Diamond Master
- 1909年 Elusive Isabel
- 1911年 The HIgh Hand
- 1912年 My Lady's Garters
- 1914年 Blind Man's Buff（イギリスのみ出版）